# خانه عباس بدری
خانه عباس بدری مربوط به سدهٔ ۱۳ ه‍.ق است و در اصفهان، خیابان طالقانی، کوچه محله نو، کوچه علیقلی بیک واقع شده و این اثر در تاریخ ۱۸ آذر ۱۳۴۵ با شمارهٔ ثبت ۱۱۵۴ به‌عنوان یکی از آثار ملی ایران به ثبت رسیده‌است.